# Muricea tubigera
Muricea tubigera är en korallart som beskrevs av Addison Emery Verrill 1868. Muricea tubigera ingår i släktet Muricea och familjen Plexauridae. Inga underarter finns listade i Catalogue of Life.